# Öt kis zongoradarab (Weiner)
Az Öt kis zongoradarab Weiner Leó népdalfeldolgozása zongorára.
1. A bundának nincs gallérja
2. Ábécédé, rajtam kezdé
3. Elvesztettem páromat
4. Mikor gulyáslegény voltam
5. Hopp ide tisztán